# Bematistes vendita
Bematistes vendita är en fjärilsart som beskrevs av Karl Grünberg 1910. Bematistes vendita ingår i släktet Bematistes och familjen praktfjärilar. Inga underarter finns listade i Catalogue of Life.